# Journal of Biological Chemistry
The Journal of Biological Chemistry（ジャーナル・オブ・バイオロジカル・ケミストリー、略称: JBC）は、1905年に創刊された査読つきの学術誌である。1925年からは米国生化学・分子生物学会が発行している。
生化学や分子生物学分野における研究を載せている。編集長はリラ・ギーラシュ。
1971年から2011年までの40年間、国立糖尿病・消化器・腎疾病研究所（NIDDK）のハーバート・テイバーが編集長を務めた。
科学史に残る数多くの論文が掲載されてきた。